# Rio Neris
O rio Neris (assim designado em lituano, sendo também conhecido em bielorrusso como Вя́льля, ou Ві́лія e em polaco como Wilia) é o rio que atravessa Vilnius, a capital da Lituânia. Nasce na Bielorrússia e é um afluente do rio Neman, ao qual se junta em Kaunas. Define parte da fronteira Bielorrússia-Lituânia. Tem um comprimento total de 510 km. 
Além de Vilnius, o Neris liga ainda mais duas cidades que foram capitais da Lituânia, Kaunas e Kernavė. Ao longo das suas margens encontram-se cemitérios dos antigos lituanos que eram pagãos. A 25 km de Vilnius estão os túmulos dos Karamzynai. 

## Imagens

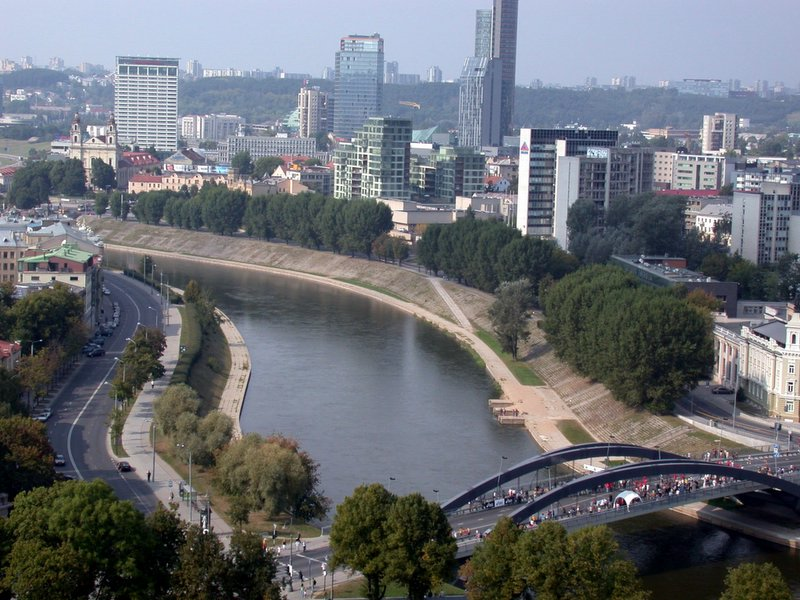
Ponte Mindaugas em Vilnius
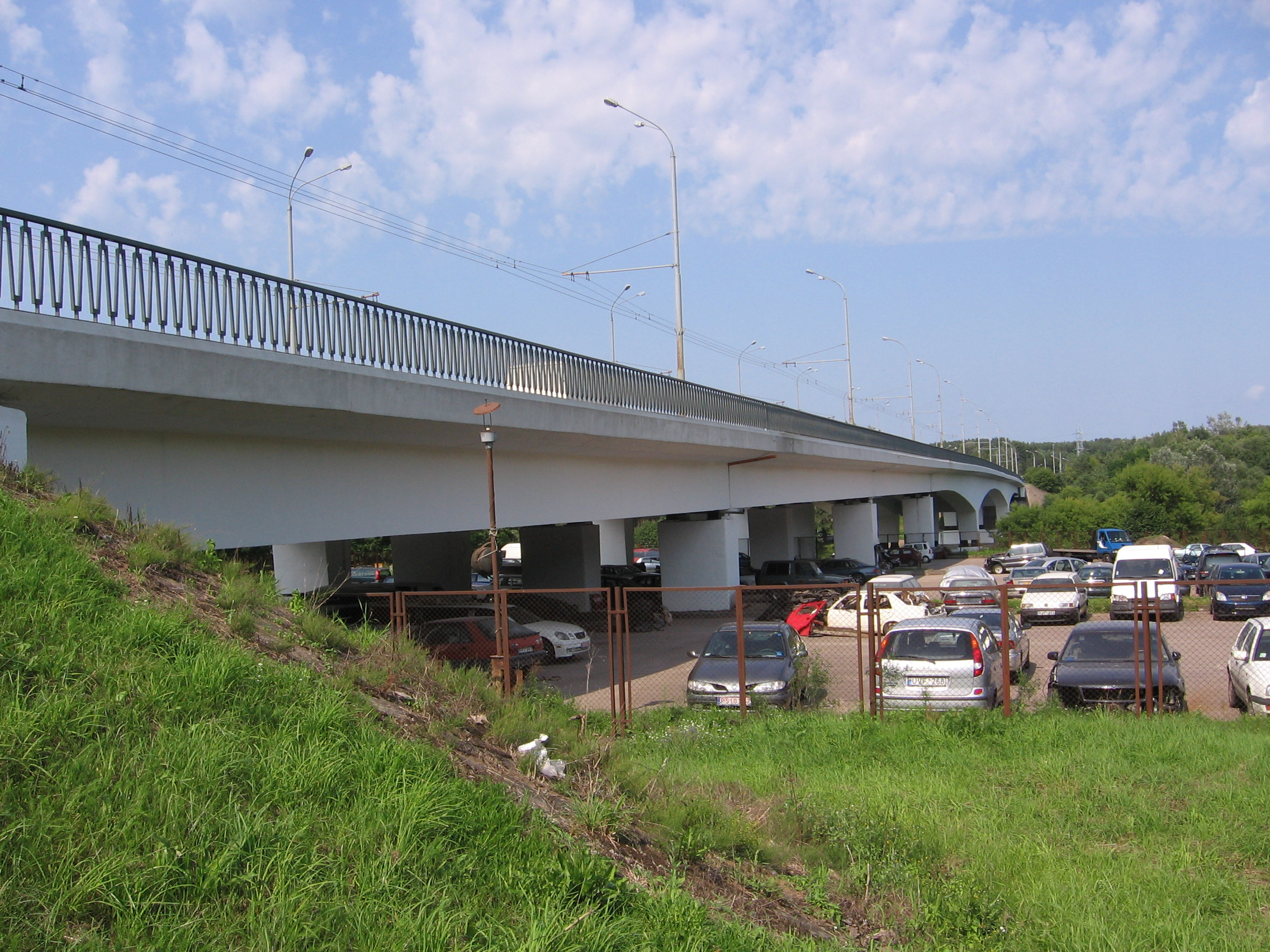
Ponte Valakupiai em Vilnius
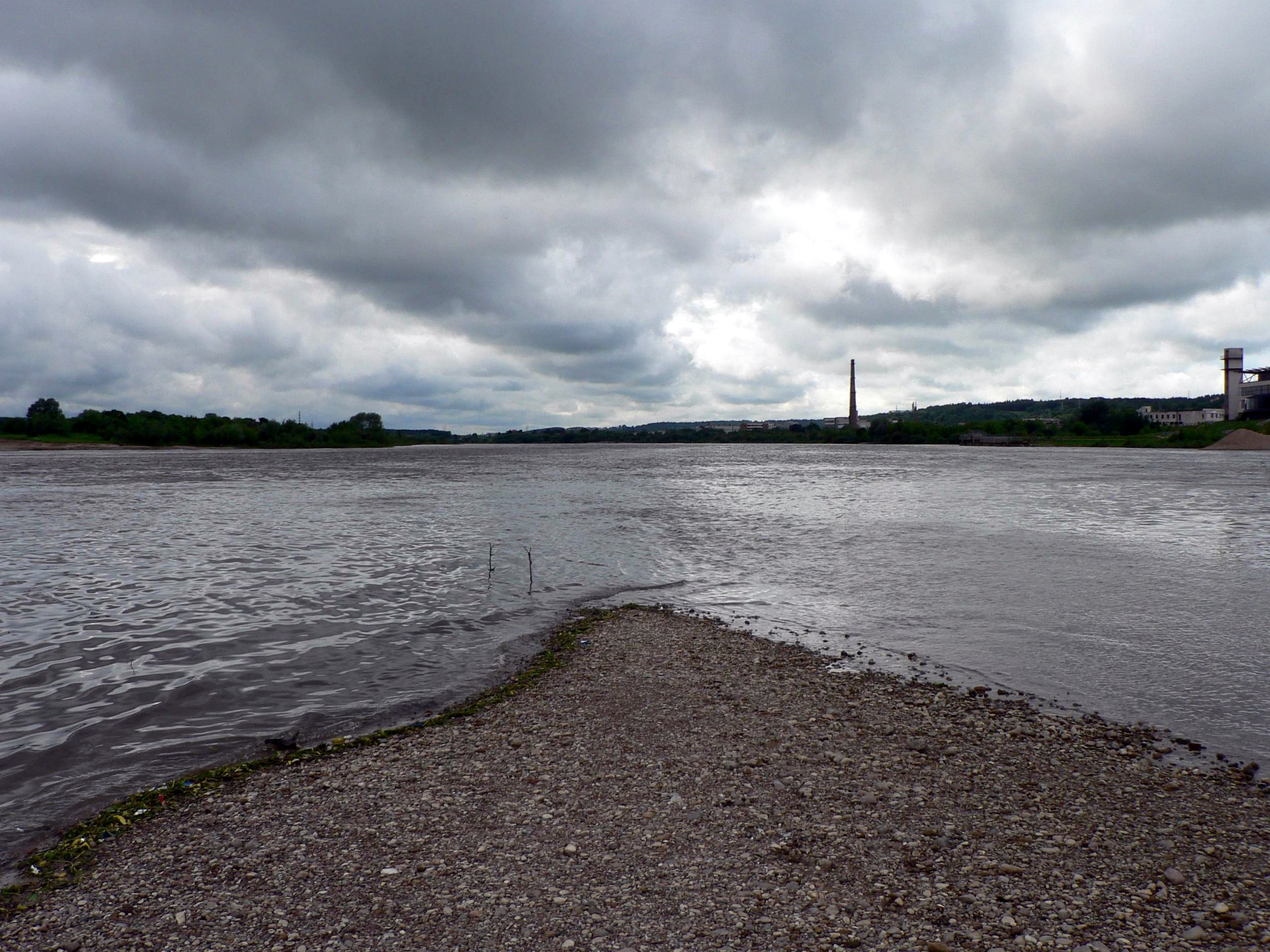
Confluência do Neris e do Neman em Kaunas
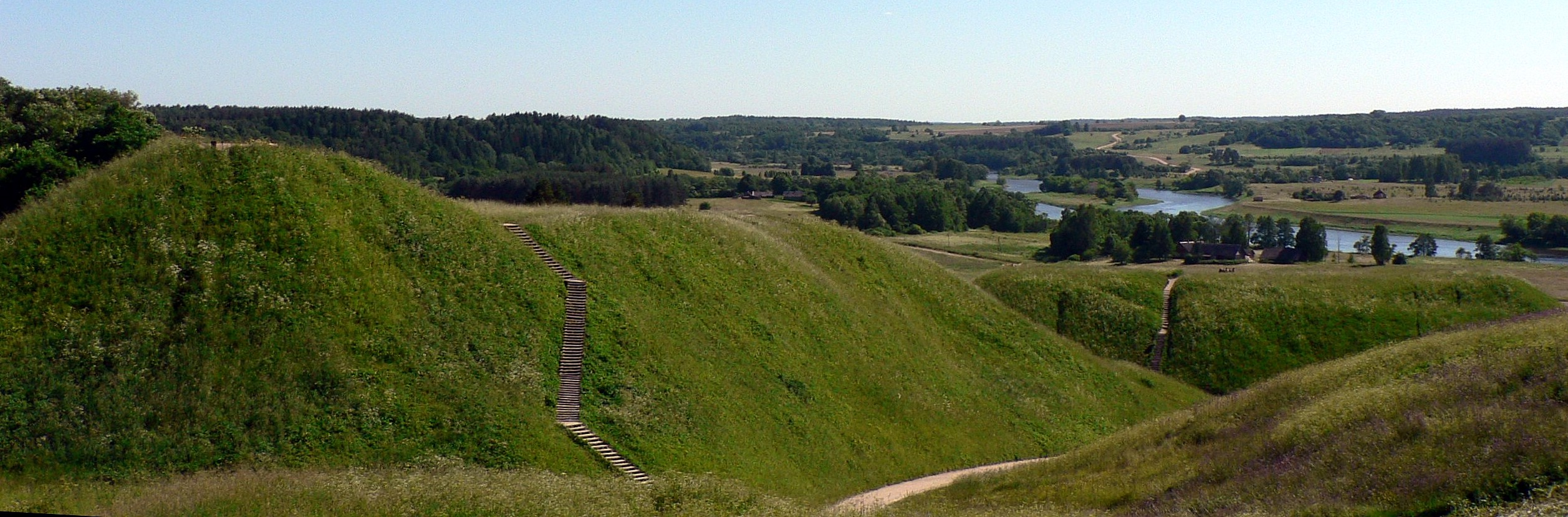
Neris no Vale Pajauta em Kernavė